# Andris Biedriņš
Andris Biedriņš (ur. 2 kwietnia 1986 w Rydze) – łotewski koszykarz grający na pozycji środkowego, reprezentant Łotwy.

## Kariera sportowa
Przed rozpoczęciem kariery w NBA występował w łotewskiej drużynie Skonto Ryga. W 2004 został wybrany w pierwszej rundzie draftu z numerem 11 przez Golden State Warriors. W swoim pierwszym sezonie w NBA wystąpił w 30 spotkaniach zdobywając średnio 3,6 punktu na mecz. Debiutował w NBA w wieku 18 lat jako najmłodszy zawodnik Golden State w historii. Drugi Łotysz w historii NBA.
10 lipca 2013, Warriors wytransferowali Biedriņša do Utah Jazz. 5 kwietnia 2014 został zwolniony przez drużynę z Salt Lake City.

## Osiągnięcia
Na podstawie, o ile nie zaznaczono inaczej.

### NBA
- Lider w skuteczności rzutów z gry:
  - sezonu regularnego (2008)
  - play-off (2007)[5]

### Drużynowe
- 2-krotny wicemistrz Łotwy (2003, 2004)

### Indywidualne
- Uczestnik meczu gwiazd Eurochallenge (2004)

### Reprezentacja
- Uczestnik mistrzostw Europy:
  - 2007 – 13. miejsce, 2009 – 13. miejsce
  - U–18 (2002 – 11. miejsce)
  - U–16 (2001 – 8. miejsce)
  - kwalifikacji do mistrzostw Europy:
    - U–18 (2004)
    - U–20 (2004)
- Lider Eurobasketu U-18 w blokach (2002)